# Sin egen slav
Sin egen slav är en svensk stumfilm från 1917 i regi av Konrad Tallroth och med manus av Tallroth av och Niels Th. Thomsen. Tallroth medverkar även som skådespelare tillsammans med Lisa Håkansson-Taube, John Ekman och William Larsson.

## Om filmen
Inspelningen ägde rum 1916 i AB Svenska Biografteaterns ateljé på Lidingö och på Nationalmuseum i Stockholm. Filmen spelades in med Ragnar Westfelt som fotograf och premiärvisades den 23 mars 1917 på biograf Röda Kvarn i Norrköping.

## Handling
Professor Soriano har utvecklat ett serum mot ryggmärgslidande.

## Rollista
- Konrad Tallroth – Soriano, professor
- Lisa Håkansson-Taube – markisinnan Savorelli, Sorianos fästmö
- John Ekman – doktor Ibrahim
- William Larsson – lazzaronen Rickardo